# Davy Klaassen
Davy Klaassen (* 21. Februar 1993 in Hilversum, Niederlande) ist ein niederländischer Fußballspieler. Der offensive Mittelfeldspieler steht bei Ajax Amsterdam unter Vertrag.

## Karriere

### Vereinskarriere

#### Erste Periode bei Ajax
Davy Klaassen trat während seiner Kindheit in Hilversum dem Amateurklub HVV de Zebra’s bei, ehe er über den HSV Wasmeer in die Nachwuchsakademie von Ajax Amsterdam wechselte. Sein Profidebüt gab er am 22. November 2011 im Gruppenspiel in der UEFA Champions League gegen Olympique Lyon. Fünf Tage später debütierte Klaassen mit seiner Einwechslung im Auswärtsspiel gegen NEC Nijmegen in der Eredivisie und erzielte kurz nach seiner Hereinnahme sein erstes Tor. Mit den Amsterdamern gewann er 2013 und 2014 die niederländische Meisterschaft, kurz nach dem Ende der Saison 2013/14 wurde Davy Klaassen in den Niederlanden zum Talent des Jahres gekürt. Am 17. Dezember 2015 absolvierte er in der Gruppenphase in der UEFA Europa League gegen Celtic Glasgow sein 100. Pflichtspiel für die Ajacieds. Zum Ende der Saison 2015/16 wurde Ajax zum zweiten Mal nacheinander Vizemeister, dafür gewann Davy Klaassen den Goldenen Schuh, mit dem der beste Spieler der Eredivisie ausgezeichnet wird. In der Saison 2016/17 erreichte er mit Ajax Amsterdam das Finale in der UEFA Europa League, in der man gegen Manchester United verlor.

#### Drei Jahre im Ausland: FC Everton und Werder Bremen
Zur Spielzeit 2017/18 wechselte Klaassen zum von seinem Landsmann Ronald Koeman trainierten FC Everton in die englische Premier League. Klaassen galt als Koemans Wunschtransfer, konnte allerdings die Erwartungen nicht erfüllen und absolvierte lediglich sieben Spiele. Der FC Everton, in der Saison zuvor mit 15 Punkten Vorsprung und lediglich acht Punkten hinter Manchester United Tabellensiebter, belegte nach neun Spielen mit lediglich acht Zählern einen Abstiegsplatz, woraufhin man sich von Trainer Koeman trennte. Zum Saisonende belegten die Toffees den achten Platz. Nach der Entlassung von Koeman gehörte Davy Klaassen über weite Strecken der Saison nicht einmal zum Kader und so verließ er nach einem Jahr den Verein aus dem Liverpooler Stadtteil Everton. 
Zur Saison 2018/19 wechselte er schließlich in die Bundesliga zu Werder Bremen. Der SV Werder, der in den Jahren vor der Ankunft Klaassens zwischen Abstiegskampf und Mittelmaß pendelte, belegte nach acht Spieltagen den dritten Platz. Zum Saisonende stand Bremen dann auf Rang 8 und verpasste somit die Teilnahme an der Europa League. Zudem erreichte Klaassen mit den Norddeutschen das Halbfinale des DFB-Pokals, in dem man durch eine 2:3-Heimniederlage gegen den späteren Titelträger FC Bayern München ausschied. In der Folgesaison spielte er mit Werder Bremen gegen den Abstieg und fand sich mit der Mannschaft bis zum letzten Spieltag auf einem direkten Abstiegsplatz; durch einen 6:1-Sieg gegen den 1. FC Köln sowie durch die zeitgleiche Niederlage des Konkurrenten Fortuna Düsseldorf bei Union Berlin konnte man sich in die Relegation retten und dort gegen den Zweitligisten 1. FC Heidenheim durchsetzen. Klaassen war auch in dieser Saison Stammspieler und trug mit jeweils sieben Toren sowie Vorlagen in 33 Bundesligaspielen zum Klassenerhalt bei. In der Saison 2020/21 absolvierte er noch drei Bundesligaspiele für Werder und verließ dann kurz vor Ende des Sommertransferfensters den Verein.

#### Rückkehr zu Ajax, Wechsel zu Inter Mailand und erneute Rückkehr zu Ajax
Es erfolgte eine Rückkehr zu Ajax Amsterdam, wo er einen bis Juni 2024 gültigen Vertrag erhielt.
Am 1. September 2023 wechselte Klaassen kurz vor Ende des Transferfensters nach Italien zu Inter Mailand und unterschrieb dort einen Vertrag bis 2024.
Nach dem Auslaufen seines Vertrages wechselte der Mittelfeldspieler am 17. September 2024 erneut zurück zu Ajax.

### Nationalmannschaft
Klaassen spielte für verschiedene niederländische Jugend-Nationalmannschaften. Am 5. März 2014 debütierte er in der A-Nationalmannschaft. Ab seinem zweiten Länderspiel, dem 2:0-Sieg im Testspiel in Amsterdam gegen Spanien, kam er regelmäßig zum Einsatz. Die niederländische Nationalmannschaft war zu dieser Zeit in einer Krise und konnte sich weder für die Fußball-Europameisterschaft 2016 in Frankreich noch für die Fußball-Weltmeisterschaft 2018 in Russland qualifizieren. Das WM-Qualifikationsspiel gegen Schweden in Amsterdam am 10. Oktober 2017, welches 2:0 gewonnen wurde, war vorerst das letzte Länderspiel Klaassens. Zu diesem Zeitpunkt wurde Oranje von Dick Advocaat trainiert, der im November 2017 zurücktrat. Sein Nachfolger wurde im Februar 2018 Ronald Koeman, der zuvor beim FC Everton der Trainer von Davy Klaassen war, und dieser nominierte ihn trotz seiner Leistungen bei Werder Bremen, wo Davy Klaassen von 2018 bis 2020 spielte, nicht für die Elftal. Während dieser Zeit qualifizierte sich die niederländische Nationalmannschaft für die europaweit ausgetragene Fußball-Europameisterschaft 2020, die wegen der COVID-19-Pandemie auf das Jahr 2021 verschoben wurde. Am 6. November 2020 wurde Klaassen erstmals seit Oktober 2017 wieder für die niederländische Auswahl eingeladen, als er für den Kader für das Freundschaftsspiel gegen Spanien und für die Spiele in der UEFA Nations League gegen Bosnien-Herzegowina und Polen nominiert wurde.

## Titel
Niederlande
- Meister (5): 2012, 2013, 2014, 2021, 2022
- Pokalsieger: 2021
- Supercupsieger: 2013

Italien
- Meister: 2024
- Supercupsieger: 2023